# Kathedrale von Salto

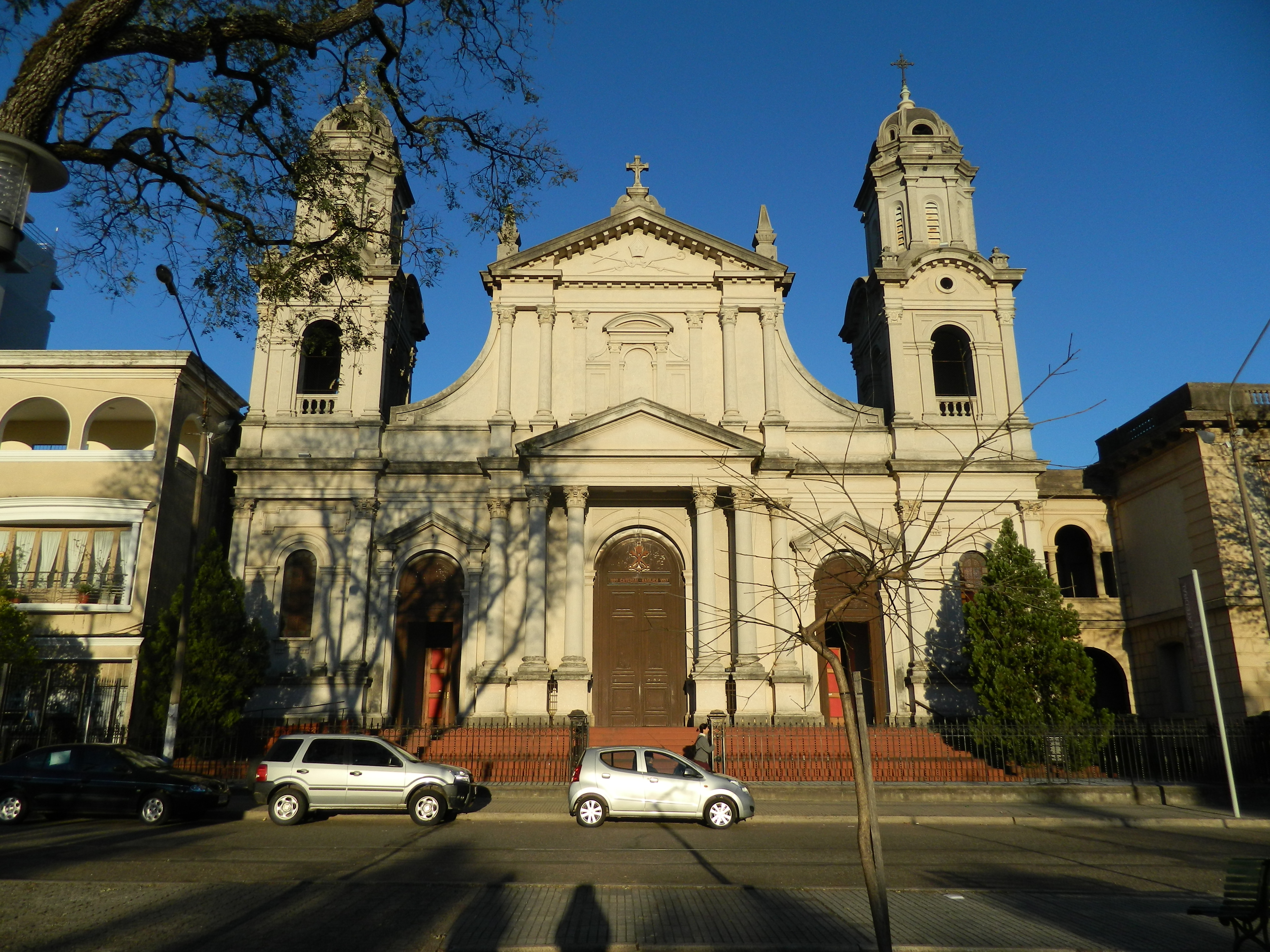
Fassade der Kathedrale

Die Kathedrale von Salto oder Kathedralbasilika Johannes der Täufer (spanisch Catedralbasilica San Juan Bautista) ist eine römisch-katholische Kirche im Zentrum der Stadt Salto in Uruguay. Die Johannes dem Täufer gewidmete Kathedrale ist Sitz des Bistums Salto und trägt zusätzlich den Titel einer Basilica minor.

## Geschichte
Der Grundstein für die Kirche wurde 1886 vom ersten Bischof von Montevideo, Jacinto Vera, gelegt, der Bau begann 1889. Die Arbeiten wurden dann lange unterbrochen, bis 1921 der damalige Bischof von Montevideo, Tomás Gregorio Camacho die Fortsetzung der Arbeiten mit wesentlichen Änderungen beschloss, die bereits errichteten Wände wurden niedergelegt. Die Kirche wurde nach Plänen des Salesianers Ernesto Vespignani errichtet. Der Weiterbau begann 1926, 1930 konnte der Altarraum abgeschlossen werden. Weitere Bauphasen etwa mit den Seitenkapellen folgten bis 1962.
Die Kirche wurde 1939 zum Sitz der Diözese Salto und damit zur Kathedrale erhoben. Am 9. Mai 1988 besuchte Papst Johannes Paul II. die Kathedrale. Am 8. April 1997 verlieh er der Kathedrale zusätzlich den Titel einer Basilica minor. Weiterhin ist die Kirche als Monumento Histórico Nacional klassifiziert.

## Bauwerk
Die Architektur ist geprägt vom eklektischen Stil mit der Vorherrschaft des Barocks. Die Fassade wird beherrscht von den außen stehenden Türmen und dem hohen Giebel. Im nördlichen Turm befinden sich vier Glocken aus Frankreich. Die rechteckige, dreischiffige Kirche ist 56 Meter lang und 26 Meter breit. Im Inneren befinden sich mehrere Gemälde von José Luis Zorrilla de San Martín und der lebensgroße, bronzene Christuskorpus von Edmundo Pratti aus dem Jahr 1945. Die elektronische Orgel im Chor stammt von 1939.